# Tursiops maugeanus
Tursiops maugeanus – wyróżniany niekiedy gatunek ssaka wodnego z rodziny delfinowatych (Delphinidae). Takson kontrowersyjny, często traktowany jako synonim T. truncatus. Duży delfin o długości ciała 2,83–3,02 m. Czaszka duża i solidna o krótkim rostrum. Płetwa grzbietowa wysoka o sierpowatym kształcie. Ciało koloru szaro-białego, strona brzuszna biaława. W szczęce średnio 90 zębów.